# Вільгельм II (ландграф Тюрингії)
Вільгельм II Хоробрий (нім. Wilhelm II. der Tapfere, нар. 30 квітня 1425 — пом. 17 вересня 1482 року) — 18-й ландграф Тюрингії в 1440—1445 роках, титулярний маркграф Майсену (як Вільгельм III) та титулярний герцог Люксембургу.

## Життєпис
Походив з династії Веттінів. Молодший син Фрідріха I, курфюрста Саксонії, та Катерини Брауншвейг-Люнебурзької. Народився 1425 року в Мейсені. 1428 року після смерті батька спільно зі своїми братами Сигізмундом, Генріхом і Вільгельмом, успадковував володіння Веттінів. Негайно разом з братами вимушений був захищати свої володіння від вторгнення гуситів. У 1435 році помер брат Генріх, а 1437 року інший брат Сигізмунд обрав церковну кар'єру, внаслідок чого Фрідріх й його брат Вільгельм стали єдиними власниками Саксонії і Мейсену. Разом з братом за 15 тис. гульденів викупив решту Мейсенського маркграфства у Фрідріха IV Миролюбного, ландграфа Тюрингії.
В 1439 році Вільгельм заручив Анну Габсбург, доньку короля Німеччини. Завдяки цьому він міг набути права на Люксембург, Угорщину і Богемію. Реальна влада в Люксембурзі належала Єлизаветі фон Герліц. Разом з тим на Люксембург також претендував Філіп III, герцог Бургундії.
1440 року після смерті Фрідріха IV, Фрідріх II і його брат, Вільгельм, отримали в спадок Тюринзьке ландграфство. Того ж року в Альтенбурзі відбувся розподіл, за яким Фрідріх отримав Саксонське курфюрство і Мейсенське маркграфство, передавши братові ландграфство Тюрингію й франконські володіння Веттінів, а численні копальні залишилися у спільному керуванні. Втім Вільгельм II, вважаючи себе скривдженим під час розподілу спадщини за розподілом, вступив у таємні зносини з новим архієпископом магдебурзьким Фрідріхом III фон Байхлінген.
У 1441 році Вільгельм II вдерся до Люксембургу, проте бургундський герцог Філіп III змусив його відступити. У 1442 році Єлизавета фон Герліц визнала своїм спадкоємцем Філіпа III, який в 1443 році зайняв Люксембург.
1446 року брат Фрідріх I атакував Тюрингію, почавши тим самим Саксонську братську війну. Того ж року в Єні відбувся шлюб з Анною Габсбург. Проте не отримав підтримки з боку тестя у протистоянні з братом. В ній Вільгельм II опирався на підтримку Богемського королівства. Зрештою жодного зі сторін не набула переваги. Тому в Наумбурзі в 1451 році брати уклали мирний договір, що затвердив статус-кво.
У 1456 році внаслідок конфлікту з братом став карбувати власні монет, які стали відомі як «юденкопф гріш». Після смерті в 1457 року Ладислава, брата Анни і короля Богемії та Угорщини, Вільгельм II присвоїв собі титул герцога Люксембургу. Правами на Богемію він в результаті поступився Їржі з Подєбрад, за сина якого він пізніше видав свою дочку. У підсумку, не маючи можливості відстояти свої права на Люксембург, Вільгельм II 1459 року поступився правами на герцогство Карлу VII, королю Франції.
У 1459 році разом з братом уклав в Егері з богемським королем Їржі з Подебрад, за яким було встановлено кордон між Саксонією та Богемією на висоті Рудних гір та середини Ельби, який зберігається до сьогодні. Тому він належить до найстаріших з досі існуючих кордонів Європи.
1461 року стає лицарем ордену госпитальєрів. 1462 року після смерті дружини оженився зі своєю коханкою Катериною фон Бранденштейн. У 1465 році відновив спільне карбування на монетних дворах Фрайбергу, Готи, Лейпцигу, Віттенбергу і Цвікау разом зі своїми небожами.
Помер у 1482 році. Його володіння успадкували небожі Ернст I та Альбрехт I.

## Родина
1 Дружина — Анна, донька Альбрехта II Габсбурга, короля Німеччини.
Діти:
- Маргарита (1449—1501), дружина Йогана Цицерона Гогенцоллерна, курфюрства Бранденбургу
- Катерина (1453—1534), дружина Їндржиха з Подєбрад, герцога Мюнстербергу

2 Дружина — Катерина, Ебергарда фон Бранденштайна.
Діти: не було